# 목뿔아래근육
목뿔아래근육(infrahyoid muscles, strap muscles), 또는 설골하근은 목의 앞쪽에 있는 네 쌍의 근육들의 그룹이다. 목뿔아래근육에 속하는 네 근육들은 복장방패근, 복장목뿔근, 방패목뿔근, 어깨목뿔근이다.
복장방패근을 제외하고, 목뿔아래근육은 목뿔뼈에서 일어나거나 목뿔뼈에 닿는다.
'Infrahyoid'라는 용어는 설골 아래의 영역을 말하며, 'strap muscle'이라는 용어는 목뿔아래근육들이 스트랩처럼 길고 납작한 근육 모양을 가지고 있다는 점을 나타낸다.

## 근육 종류
개별 근육의 이는곳, 닿는곳, 신경 분포는 다음과 같다.
| 근육                | 이는곳                                          | 닿는곳                           | 신경 분포                  |
| 복장목뿔근          | 복장뼈 뒷면, 빗장뼈, 뒤복장빗장인대의 인접 부분 | 목뿔뼈 아래쪽 경계의 안쪽 부분   | 목신경고리                 |
| 복장방패근          | 복장뼈의 뒷면 및 첫째 갈비연골의 인접 부분      | 방패연골의 빗선                  | 목신경고리                 |
| 방패목뿔근          | 방패연골의 빗선                                 | 목뿔뼈 몸통의 아래쪽 경계와 큰뿔 | 혀밑신경을 통한 첫째목신경 |
| 어깨목뿔근 위힘살   | 중간힘줄                                        | 목뿔뼈                           | 목신경고리의 위뿌리(C1)    |
| 어깨목뿔근 아래힘살 | 어깨뼈 위쪽 경계                                | 중간힘줄                         | 목신경고리(C1-C3)          |

### 신경 분포
혀밑신경과 함께 주행하는 첫째목신경의 섬유에 의해서 지배되는 방패목뿔근만 제외하고, 다른 모든 목뿔아래근육에는 목신경얼기(C1-C3)으로부터 나온 목신경고리가 분포한다.

## 기능
목뿔아래근육은 무언가를 삼키거나 말할 때 목뿔뼈와 후두를 올리거나 내리는 기능을 한다. 후두를 하나의 단위로서 움직이게 한다.

## 같이 보기
위키미디어 공용에 목뿔아래근육 관련 미디어 분류가 있습니다.
- 근육삼각
- 목뿔위근육